# Сухий Бичок (заказник)
Сухий Бичок — ландшафтний заказник місцевого значення.
Заказник знаходиться поблизу села Зоряне Межівського району Дніпропетровської області.
На території об'єкта зберігається долинно-балковий ландшафт.
Площа — 1278,7 га, створений у 2011 році.